# Yukari Telepath
『Yukari Telepath』（ユカリ・テレパス）は、COALTAR OF THE DEEPERSの6枚目のオリジナル・アルバム。2007年7月4日にMUSIC MINEから発売された。
SFをコンセプトに作られた作品で、前作以上に電子音楽的な要素が強い。

## 収録曲
1. Introduction of Zoei [1:27]
2. Zoei [4:11]
3. Wipeout(retake) [4:12]
4. Water Bird [4:10]
5. Hedorian Forever [5:57]
6. Aquarian Age [5:19]
NARASAKI（Qwerty名義）が劇伴音楽を担当したアニメ作品『アクエリアンエイジ SagaII～Don't forget me…』のED曲のセルフカバー。
なお、本アルバムのブックレットアートワークには、同作品の監督・室井ふみえや小林治等がイラストを提供している。
7. Automation Structures [5:05]
8. Interlude [1:20]
9. Lemurian Seed [5:07]
10. AOA [7:17]
11. Yukari Telepath [4:37]
12. Carnival(oumagatoki mix) [3:02]
13. Evil Line [4:47]
歌詞はPlastic Treeの有村竜太朗との共同作詞で、ビリー・アイドルやジャーニーの様な80年代産業ロックをイメージして作られた。
14. Ribbon no kishi [5:02]
15. Deepless [5:59]